# Santa Maria del Mas Aragon
Santa Maria del Mas Aragon és la capella del Mas Aragon, a la comuna nord-catalana de Castellnou dels Aspres, a la comarca del Rosselló.
És una capella petita, d'una sola nau. al costat de ponent del Mas Aragon, a la zona del Riberal de la Tet del terme de Castellnou.